# Yin si juan
El yin si juan es un plato tradicional de la gastronomía de Pekín.
Se prepara añadiendo levadura a la harina y mezclando bien. La masa resultante se estira y multiplica (de forma parecida al la mian), y se unta manteca sobre los fideos. Puede mezclarse más harina con azúcar y preparar hojas de unos 3 mm de grosor. El producto resultante se hace primero al horno de 6 a 7 minutos, y luego se cuece al vapor o se hace otra vez al horno hasta que se dora.
- Datos: Q8053661